# Anne-Antoinette Diderot
Anne-Antoinette Diderot (* 22. Februar 1710 in La Ferté-Bernard Département Sarthe als Anne-Antoinette Champion; † 10. April 1796 in Paris) war seit dem 6. November 1743 die einzige Ehefrau des französischen Enzyklopädisten und Philosophen Denis Diderot sowie Mutter seiner einzigen lebenden Tochter, der Marie-Angélique Diderot (* 2. September 1753; † 5. Dezember 1824).

## Leben und Wirken

### Herkunft
Die Mutter von Anne-Antoinette, eine geborene Marie de Malleville (* 1676), war die Tochter eines Militärs aus Le Mans und heiratete im Jahre 1709 den Manufaktor Ambroise Champion (ca. 1665–1713), ebenfalls aus Département Sarthe. Das Paar soll insgesamt sechs Kinder gehabt haben, namentlich bekannt sind Catherine (* 1707), Marie, Marie Anne Champion (1705–1712). Ambroise Champion war ein Manufacturier d’Étamine (Etamine) und übernahm sich wirtschaftlich. Er starb im Jahre 1713 finanziell ruiniert in einem Hôpital in La Ferté-Bernard.
Nach seinem Tode zog die Mutter Marie Champion mit ihrer jüngsten Tochter Anne-Antoinette nach Paris. Dort besuchte ihre Tochter eine Klosterschule bis zum Jahre 1729. Anne-Antoinette Champion, genannt Nanette, lebte 1741 mit ihrer Mutter der Marie Champion (* 1676) in der Rue Boutebrie in Paris, wo die beiden Frauen von Weißnäherei, Spitzklöpplerei und dem Verkauf ihrer Produkte lebten.

### Der Weg zur Ehe

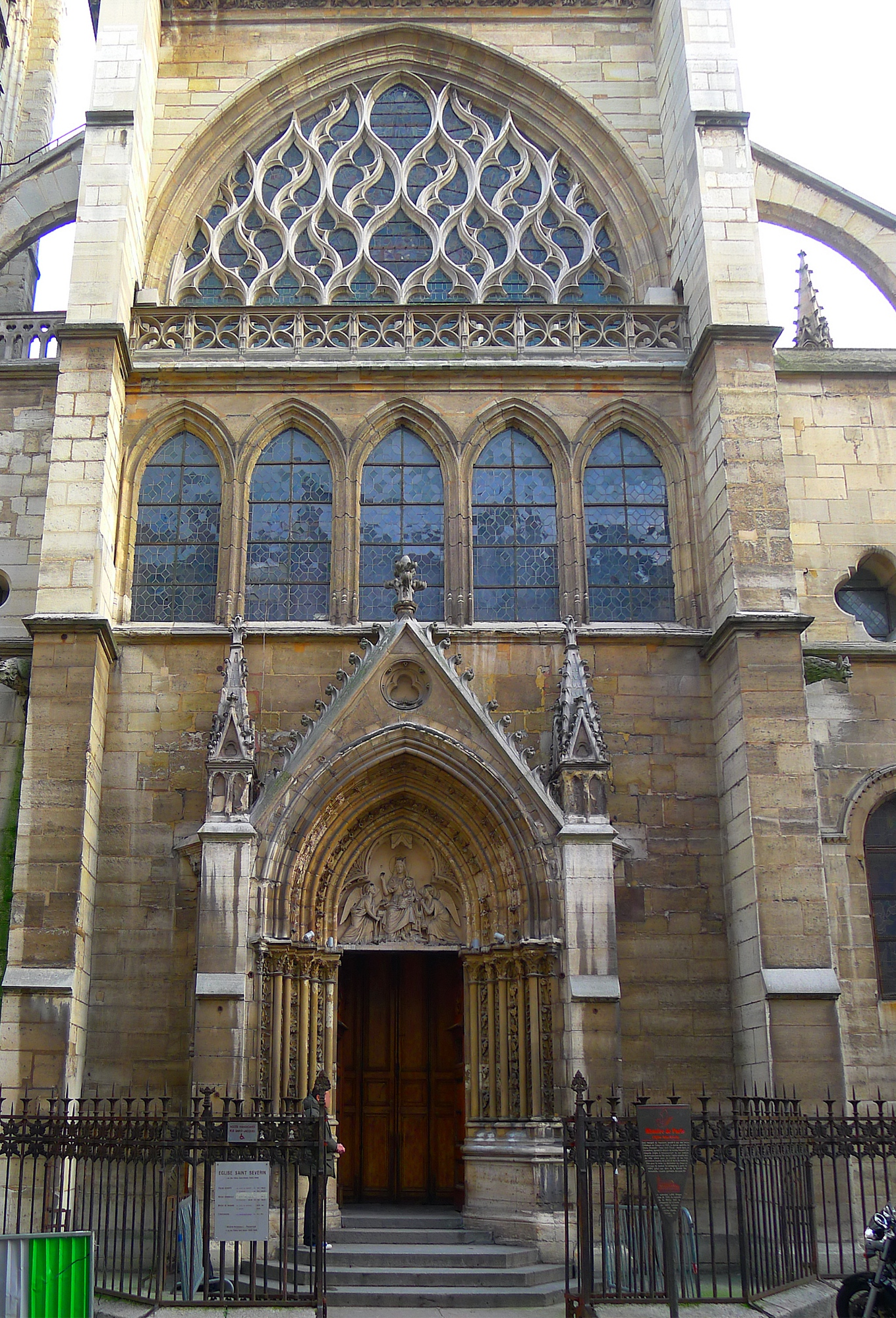
Während des Ancien Régime, war die Kirche Saint-Pierre-aux-Bœufs de Paris eine der wenigen Orte, wo Paare heimlich, also ohne die Zustimmung der Eltern heiraten konnten. Hier Teile des ursprünglichen Portals. Die Kirche wurde 1837 zerstört.

Diderot wohnte im Jahre 1741 in einem kleinen Zimmer im selben Haus der Champions.
Als er 1743 die ihm seit zwei Jahren bekannte besitz- und aussteuerlose, bekennende katholische Wäscheherstellerin und -verkäuferin Anne-Antoinette Champion heiraten wollte und wie üblich seinen Vater um Erlaubnis bat, ließ dieser ihn kraft seiner väterlichen Autorität in einem Karmeliterkloster bei Troyes einsperren.
Ein Erlass von Ludwig XIV. aus dem Jahre 1697 sah vor, dass die Söhne bis zu ihrem dreißigsten und die Töchter bis zu ihrem fünfundzwanzigsten Lebensjahr zu enterben seien, wenn sie ohne elterliche bzw. väterliche Erlaubnis heiraten sollten.
Diderot selbst konnte nach einigen Wochen aus seinem klösterlichen Gefängnis fliehen. Ende Februar 1743 beschrieb er in einem Brief an seine zukünftige Ehefrau die Inhaftierung, sein klösterliches Leben, die Bosheiten der Mönche und seine Flucht in einer Nacht vom Sonntag zum Montag. Er sei aus einem Fenster gesprungen und gelangte zu einer Postkutschenverbindung nach Troyes.
Hierzu sei er etliche lieue de poste zu Fuß bei regnerischem und kaltem Wetter unterwegs gewesen. Ferner habe er etwas Geld vorsorglich in einem Hemdzipfel versteckt. Und er fährt in dem Brief fort, dass sein weiteres Leben von ihrer Entscheidung für oder gegen ihn abhinge.
Schließlich erreichte er Paris. Anne-Antoinette wiederum gab klar zum Ausdruck, dass sie in keine Familie einheiraten wolle, in der sie nicht gern gesehen sei und gab ihm zu verstehen, dass er sie nicht mehr aufsuchen solle.
Später gaben seine zukünftige Frau und ihre Mutter nach und so heiratete er Anne-Antoinette Champion heimlich zu nächtlicher Stunde am Mittwoch, den 6. November 1743, in der Kirche Église Saint-Pierre-aux-Bœufs de Paris.

### Ehe mit Denis Diderot
Nach ihrer Heirat 1743 zog das Paar zunächst in ihre erste gemeinsame Wohnung in die Rue Saint-Victor, in der Nähe des Place Maubert im heutigen 5. Arrondissement. Hier gebar sie ihr erstes Kind, ihre Tochter wurde einen Tag nach ihrer Geburt am Freitag den 14. August 1744 in Saint-Nicolas-du-Chardonnet getauft. Die Taufpaten waren Auguste Blanchard, Officier de l’église und die Marie-Catherine Léger, die Witwe des François Lefebvre. Im Jahre 1746 wohnte die Familie dann in der Rue Traversière, noch im selben Jahr zog sie in die n° 6 Rue Mouffetard.
Anne-Antoinette Diderot gebar vier Kinder, so die Tochter Angélique (* 13. August 1744; † 29. September 1744), ebenso zwei Söhne François Jacques (* 22. Mai 1746; † 30. Juni 1750) und Denis-Laurant (* 29. Oktober 1750; † Dezember 1750). Lediglich die 1753 geborene Tochter Marie Angélique Diderot und spätere de Vandeul überlebte.
Nachweislich traf Anne-Antoinette Diderot ihren Schwiegervater Didier Diderot und dessen Familie in Langres im Jahre 1752. Sie wurde freundlich aufgenommen und den vielen Verwandten und Bekannten vorgestellt. Als am 2. September 1753 ihre Tochter Marie-Angélique zur Welt kam, hatte Anne-Antoinette Diderot ein Gelübde abgelegt, dass ihr Kind zur Taufe weiß zu kleiden und der heiligen Jungfrau sowie dem heiligen Franziskus zu weihen sei. Denis Diderot stimmte diesem Gelübde seiner Frau zu.
Jean-Jacques Rousseau beschrieb in seinen Les Confessions (1782/1789) die Ehe zwischen Denis und Nanette im Unterschied zu seiner mit der Thérèse Levasseur und charakterisierte Anne-Antoinette als „zanksüchtig“: 

„Wie ich eine Therese, hatte er eine Nanette; dies gab unserer beiderseitigen Lage eine Aehnlichkeit mehr. Der Unterschied bestand jedoch darin, daß meine Therese, eben so schön wie Nanette, ein sanftes Gemüth und einen liebenswürdigen Charakter hatte, der einen gebildeten Mann an sich fesseln mußte, während seine Freundin, zanksüchtig wie ein Fischweib, den Augen anderer nichts aufzuweisen hatte, was einen Ersatz für ihre schlechte Erziehung hätte gewähren können. Er heirathete sie dennoch. Das war recht gut, wenn er es versprochen hatte. Ich meinerseits, der ich kein ähnliches Versprechen abgelegt hatte, beeilte mich nicht, ihm nachzuahmen.“

Diderot hatte während seiner Ehe u. a. ab 1745 mit Madeleine de Puisieux eine intime Beziehung, dennoch zeichnete sich seine Ehe mit Anne-Antoinette durch eine zuverlässige Konstanz und einer Grundsolidarität über die Jahre aus. So besuchte ihn z. B. seine Frau während seiner Inhaftierung vom 24. Juli bis 3. November 1749 in Vincennes, Château de Vincennes, oder Denis Diderot kümmerte sich mit größter Hingabe um ihre Gesundheit, als sie 1762 wahrscheinlich an Ruhr erkrankt war. Er verteidigte ihre religiöse Lebenseinstellung Kritikern gegenüber. Auch hatte sich ihr Zusammenleben in den späteren Jahren ihrer Ehe entspannt.
Mme Diderot erschien auch in einem Polizeibericht vom 2. April 1750, offensichtlich beschäftigte der Haushalt der Diderots auch Hauspersonal. Auch hier gibt es Anzeichen für ein ungezügeltes Temperament oder zumindest eine schwierige Impulskontrolle. In diesem Rapport wurde nun ausgeführt, dass sie eine Bedienstete schlug, mit den Füßen traktierte und mit dem Kopf gegen eine Wand stieß.
Zwischen 1754 und 1784 lebte die Familie Diderot in der Rue Taranne, heute Teil des Boulevard Saint-Germain, gegenüber der Rue Saint-Benoît im 5. Arrondissement von Paris. Ihr letztes gemeinsames Domizil – hier verbrachte Denis Diderot die restlichen Tage seines Lebens – lag in der N° 39 Rue de Richelieu im 2. Arrondissement in Paris.

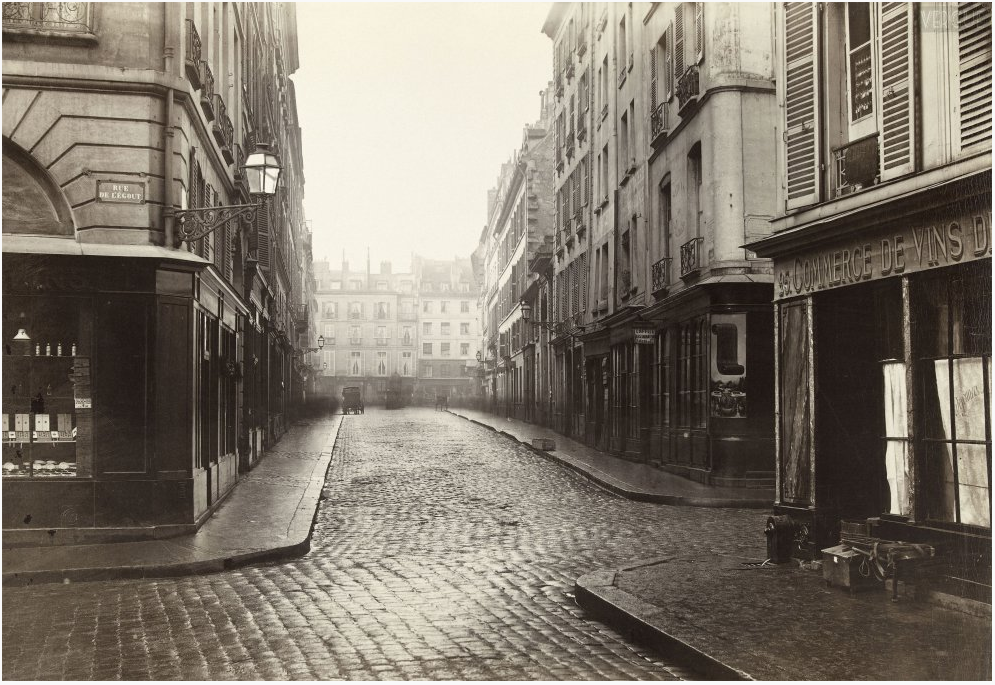
Die Rue Taranne auf einer Fotografie von 1866 Diderots Haus an der Ecke, rechts; gegenüber der Einmündung zur rue Saint-Benoît. Das Haus, in welchem die Familie Diderot wohnte, wurde abgerissen.

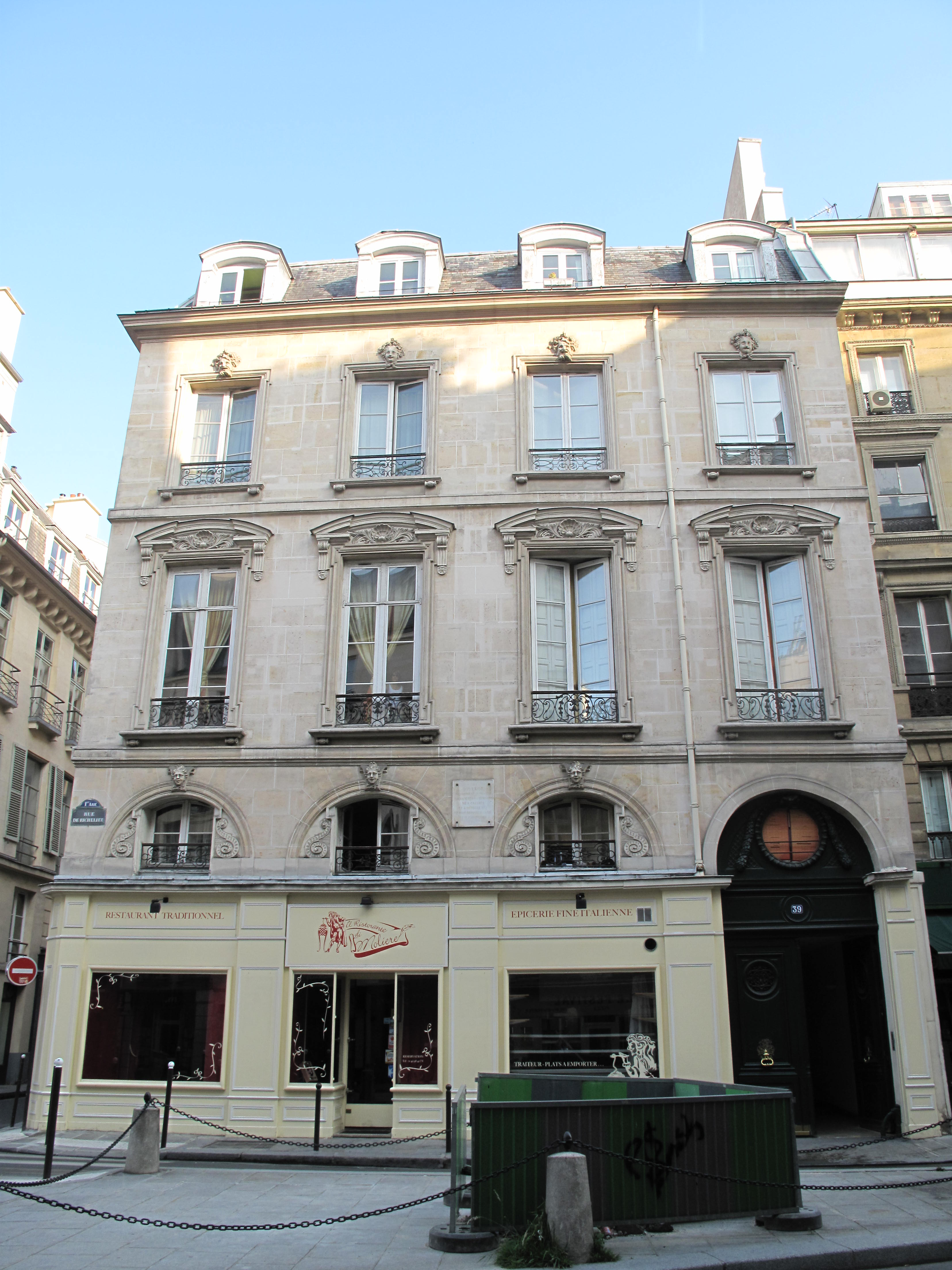
N° 39 Rue de Richelieu im 2. Arrondissement in Paris

Im April 1784 starb ihre Enkelin Marie-Anne Caroillon de Vandeul, genannt Minette (* 1773).
Anne-Antoinette lebte in ihren letzten Jahren, umgeben von ihren Kindern und dem Enkel Denis-Simon Caroillon de Vandeul, genannt Fanfan (* 1774), bis zu ihrem Tode am 10. April 1796 in Paris, N° 742 Rue Caumartin, 9. Arrondissement.